# Eerste Kamerverkiezingen 1853
De Eerste Kamerverkiezingen 1853 waren reguliere Nederlandse verkiezingen voor de Eerste Kamer der Staten-Generaal. Zij vonden plaats op 12 juli 1853.
De verkiezingen werden gehouden voor een derde deel van de zittende leden van de Eerste Kamer van wie de zittingstermijn afliep. Bij deze verkiezingen kozen de leden van Provinciale Staten - die bij de Statenverkiezingen in mei 1853 gekozen waren - in negen kiesgroepen naar provincie dertien nieuwe leden.
De uitslag van de verkiezingen was als volgt:
| Groepering                | Zetels | Zetels | Zetels | Zetels | Zetels | Zetelverdeling naar provincie | Zetelverdeling naar provincie | Zetelverdeling naar provincie | Zetelverdeling naar provincie | Zetelverdeling naar provincie | Zetelverdeling naar provincie | Zetelverdeling naar provincie | Zetelverdeling naar provincie | Zetelverdeling naar provincie | Zetelverdeling naar provincie | Zetelverdeling naar provincie |
| Groepering                | 1850   | Af     | Bij    | 1853   | +/-    | Gr                            | F                             | D                             | O                             | Ge                            | U                             | NH                            | ZH                            | Z                             | NB                            | L                             |
| ------------------------- | ------ | ------ | ------ | ------ | ------ | ----------------------------- | ----------------------------- | ----------------------------- | ----------------------------- | ----------------------------- | ----------------------------- | ----------------------------- | ----------------------------- | ----------------------------- | ----------------------------- | ----------------------------- |
| gematigde liberalen       | 18/21  | 7      | 5      | 19     | -2     | 1                             | 1                             |                               | 1                             | 2                             |                               | 3                             | 4                             | 1                             | 3                             | 3                             |
| conservatieven            | 11     | 4      | 5      | 12     | +1     |                               | 1                             | 1                             | 1                             | 3                             | 2                             | 2                             | 1                             | 1                             |                               |                               |
| liberalen                 | 7/6    | 1      | 2      | 7      | +1     | 1                             | 1                             |                               | 1                             |                               |                               |                               | 2                             |                               | 2                             |                               |
| conservatief-protestanten | 3/1    | 1      | 1      | 1      | 0      |                               |                               |                               |                               |                               |                               | 1                             |                               |                               |                               |                               |
| totaal                    | 39     | 13     | 13     | 39     | 0      | 2                             | 3                             | 1                             | 3                             | 5                             | 2                             | 6                             | 7                             | 2                             | 5                             | 3                             |

## Gekozenen
Bij deze verkiezingen waren dertien leden aftredend, van wie elf herkozen werden. De stemmingen voor de overige vacatures hadden de volgende resultaten:
- Door Provinciale Staten van Gelderland werd Hendrik van Goltstein van Oldenaller (conservatieven) gekozen in de vacature ontstaan door het periodiek aftreden van Cornelis van Lidth de Jeude (gematigde liberalen) die aangegeven had niet herkiesbaar te zijn.
- Door Provinciale Staten van Noord-Brabant werd Napoleon Sassen (liberalen) gekozen in de vacature ontstaan door het periodiek aftreden van Bastiaan Verheij van den Bogaard (gematigde liberalen) die aangegeven had niet herkiesbaar te zijn.

De zittingsperiode van de Eerste Kamer ging in op 19 september 1853. De zittingstermijn van leden van de Eerste Kamer bedroeg wettelijk negen jaar.
*1850 · 1853 · 1856 · 1859 · 1862 · 1865 · 1868 · 1871 · 1874 · 1877 · 1880 · 1883 · *1884 · 1887 (I) · *1887 (II) · *1888 · 1890 · 1893 · 1896 · 1899 · 1902 · *1904 · 1907 · 1910 · 1913 · 1916 · *1917 · 1919 · *1922 · *1923 · 1926 · 1929 · 1932 · 1935 · *1937 · *1946 · *1948 · 1951 · *1952 · 1955 · *1956 (I) · *1956 (II) · 1960 · *1963 · 1966 · 1969 · *1971 · 1974 · 1977 · 1980 · *1981 · *1983 · *1986 · 1987 · 1991 · 1995 · 1999 · 2003 · 2007 · 2011 · 2015 · 2019 · 2023

* algemene verkiezingen in verband met vervroegde ontbinding van de Eerste Kamer

vanaf 1987 bedraagt de vaste zittingstermijn van de Eerste Kamer vier jaar